# 銃剣

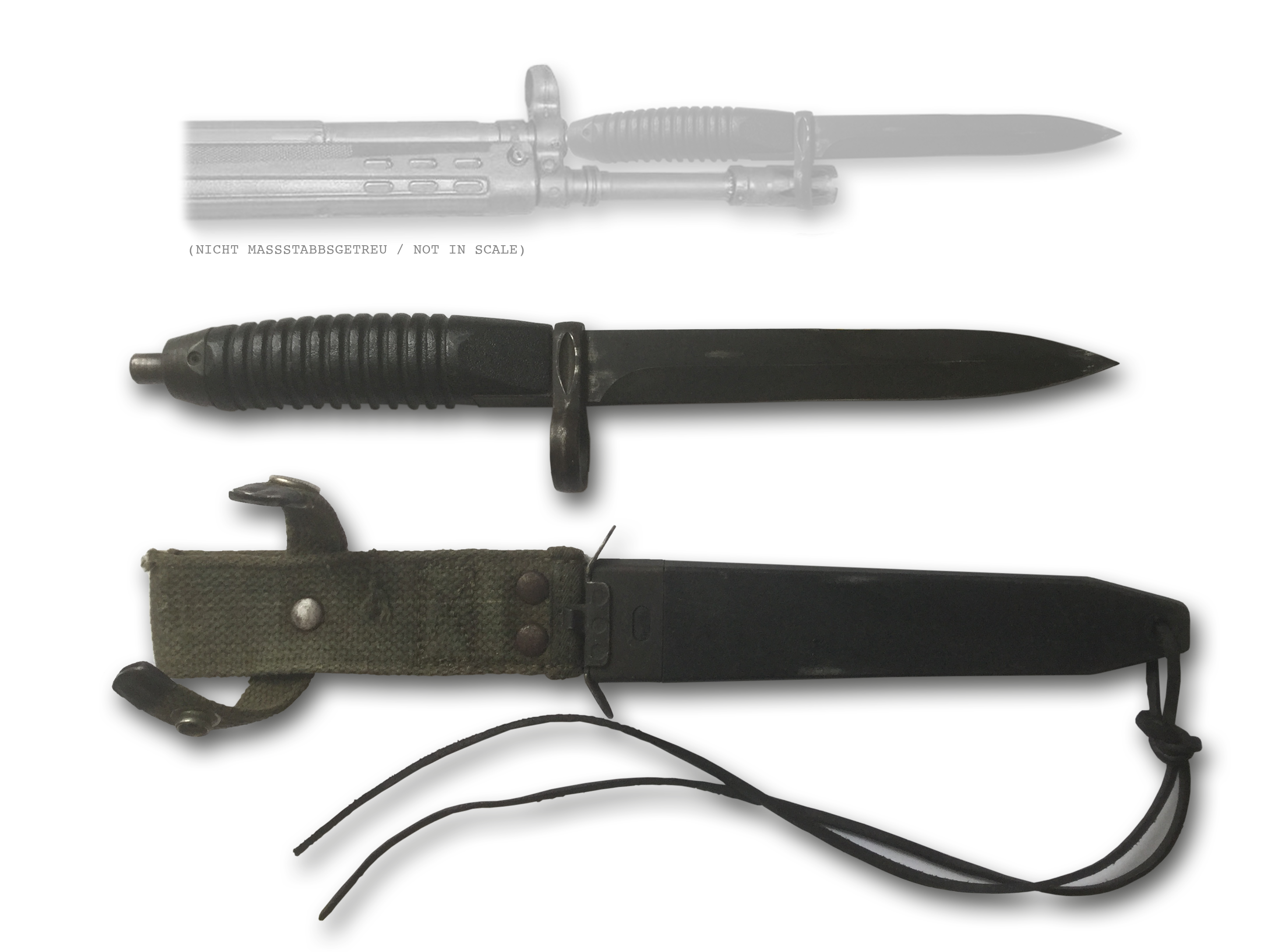
G3用の銃剣。銃身の上側に着剣する

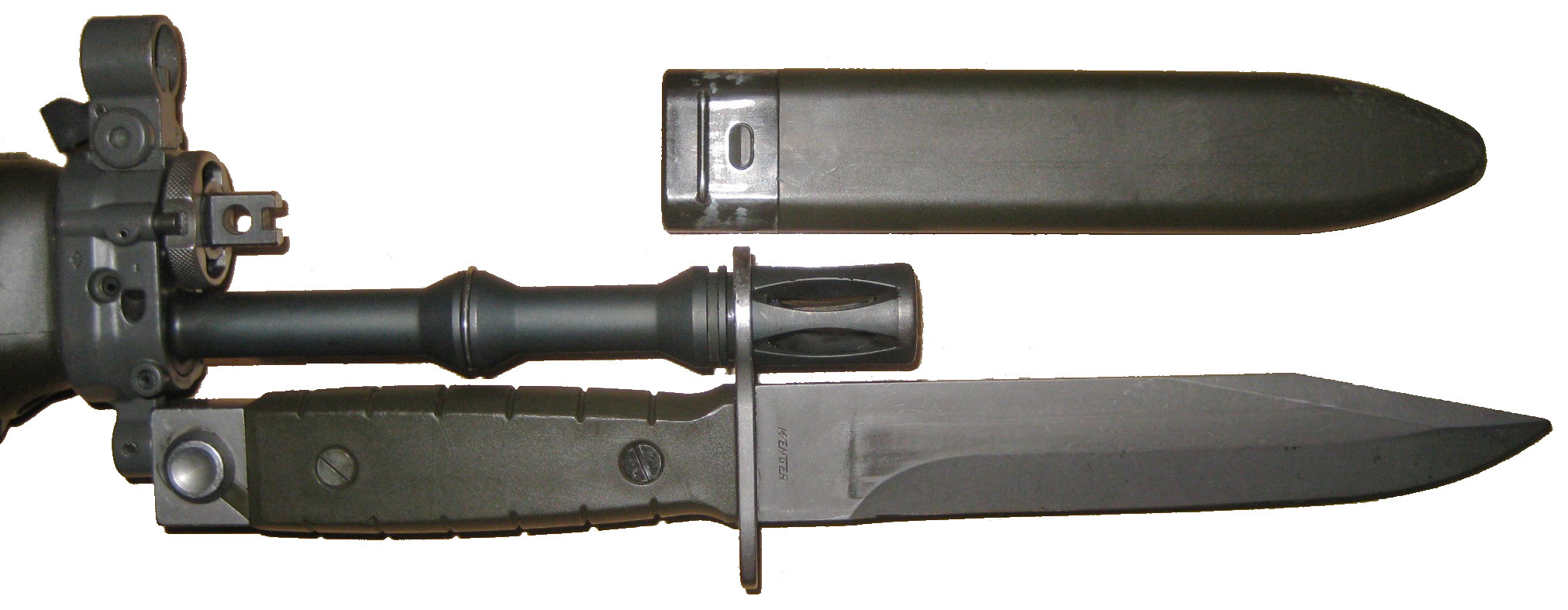
SG550用の銃剣。銃身の下側に着剣する

銃剣（じゅうけん）は、銃の先端部に装着して、槍のような戦い方ができるように工夫された武器のことである。現代では短剣に着剣装置をつけたものが一般的だが、歴史上では刺突に特化した針（スパイク）状のものも多い。
銃剣を装着できる小銃のことを「銃剣銃」と称することがある。また、歴史的には、江戸末期から昭和初期頃までは着剣状態の小銃を「剣付き鉄砲（けんつきでっぽう）」とも言った。

## 銃剣の歴史

### 登場と発展

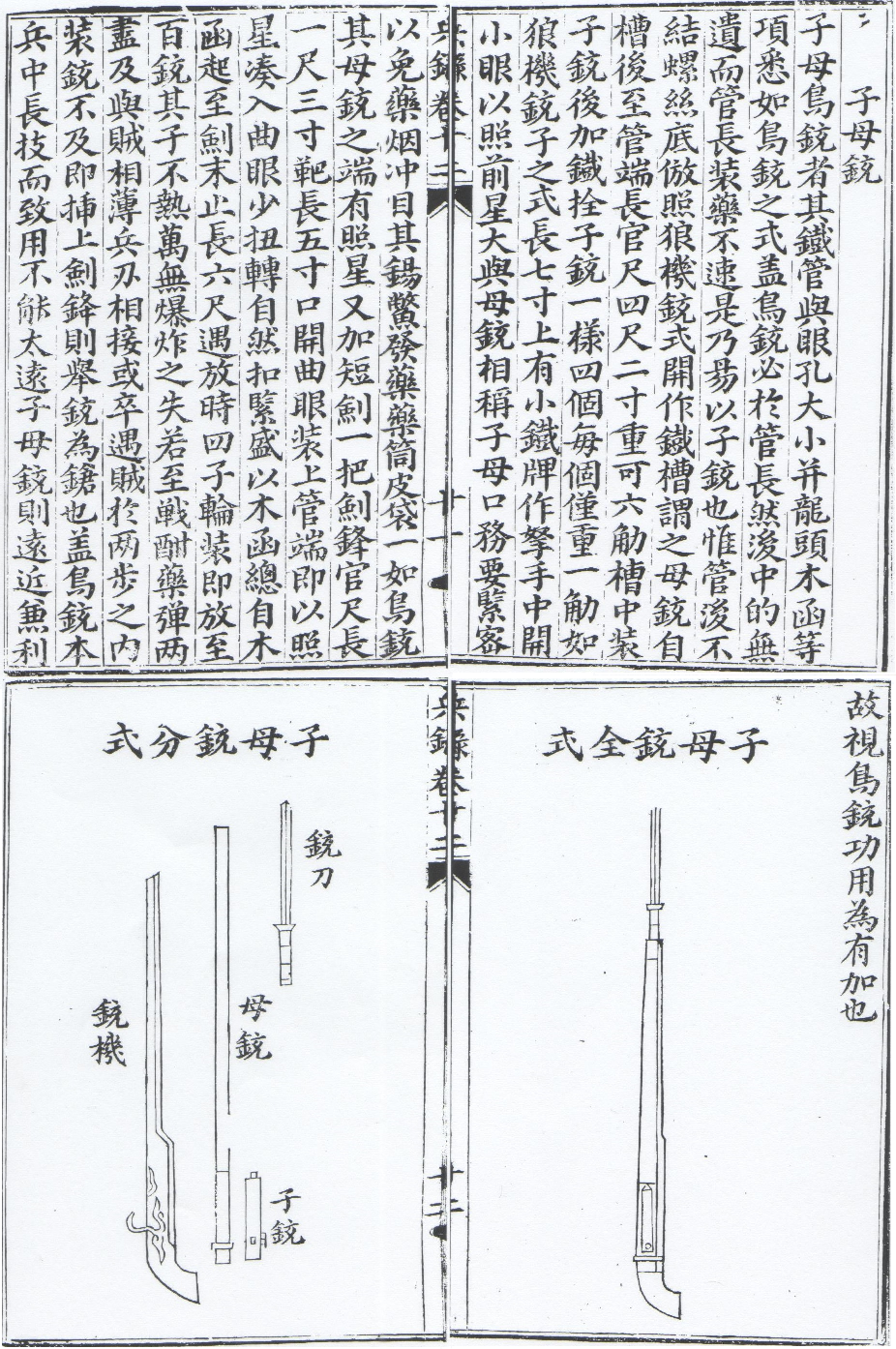
兵録12巻に記録された、明代の火縄銃。元込め式で、銃身先端に着剣できる。銃身を母銃、閉鎖器を子銃と形容し、全体としては子母銃（子母鳥銃）と称されている。銃が連続使用で過熱して再装填できない場合、弾丸や発射薬が尽きた場合、敵との距離が近く再装填が間に合わない場合などに銃剣を用いると説明されている。

銃剣の最初の記録は、中国で発見された1606年の書物『兵録』に記載された子母鳥銃（子母銃）である。書には、弾薬が尽きた場合、接近戦になった場合に、銃の銃口に銃刀を取り付け槍のように使用すると記載されている。
銃剣は17世紀、フランスのバイヨンヌで起きた農民同士の争いが発生した際、興奮した農民がマスケット銃の銃口にナイフを差込み、相手に襲い掛かったことから発案されたと言われる。発祥地の地名から銃剣のことをバヨネット（フランス語:baïonnette）ないしベイオネット（英語:bayonet）と呼ぶこともある。
銃と刀剣を融合させた武器はヨーロッパに多く、火縄銃の時代から様々な国、発明家のもとで開発されてきた。当時はマスケット銃を用いた銃兵隊が組織されていたが、マスケット銃は有効射程が100m程度と短い上に、装填にかなりの時間がかかり発射間隔が長かった。そのため、射撃と射撃の合間に敵の歩兵や騎兵の突撃を受ける恐れが高く、突撃を許すと近接戦闘の手段が剣や短剣しかない銃兵はひとたまりも無かった。このため当時は、銃を持つ兵士の傍には常にパイク（槍に似た長い棒状の武器）を装備する槍兵を置く必要があったが、銃剣の採用により銃兵は敵の歩兵や騎兵の突撃を独力で迎撃することが可能になった。それにより役目のなくなった槍兵は銃兵に更新されると共に、全歩兵を銃兵とすることが可能となり、戦闘能力の向上につながった。
例えばワーテルローの戦いでは、仏軍騎兵の突撃を受けた英軍の小銃手が方陣を組んで、銃剣を突出し槍衾とすることでこれを防いだ。馬は繰り返し訓練しても、尖ったものに対して突っ込むことを恐れるため、この戦術は有効であった。
形状はソケット型装着方式の「槍型」とサバイバルナイフ形状の「剣型」とに大別でき、ソケット式のものを特に「銃槍（じゅうそう）」と呼ぶこともある。初期には柄を銃口に差し込み用いるソケット式が開発されたが、装着状態では次弾装填や射撃をできないという欠点があり、さらに敵に突き刺すと填めた部分が簡単に抜けてしまい、次の攻撃ができなかった。この欠点を改良した物として、銃身の先端に銃剣基部をかぶせて固定し、剣身を銃の右横に振り出す形で"括り付ける"タイプが発達した。これは当時の銃が前装式（先込め式）だったため、装填作業が行えるよう剣身を銃身の軸線から右側に外す形になったものである。その後、後装式小銃が発明されたのと同時期に、銃口付近の右や下の側面に銃剣設置用の器具が取り付けられ始めた。この過程で、前装銃の時代には射手が剣・短剣と銃剣の両方を携行していたのに対し、後装銃以降は短剣としても使えるナイフ型銃剣のみを携行するスタイルに変化した。槍型も一部で用いられたが、大部分は剣型となり、両方共に、突く事も斬る事も（叩く事も）できる型式であった。

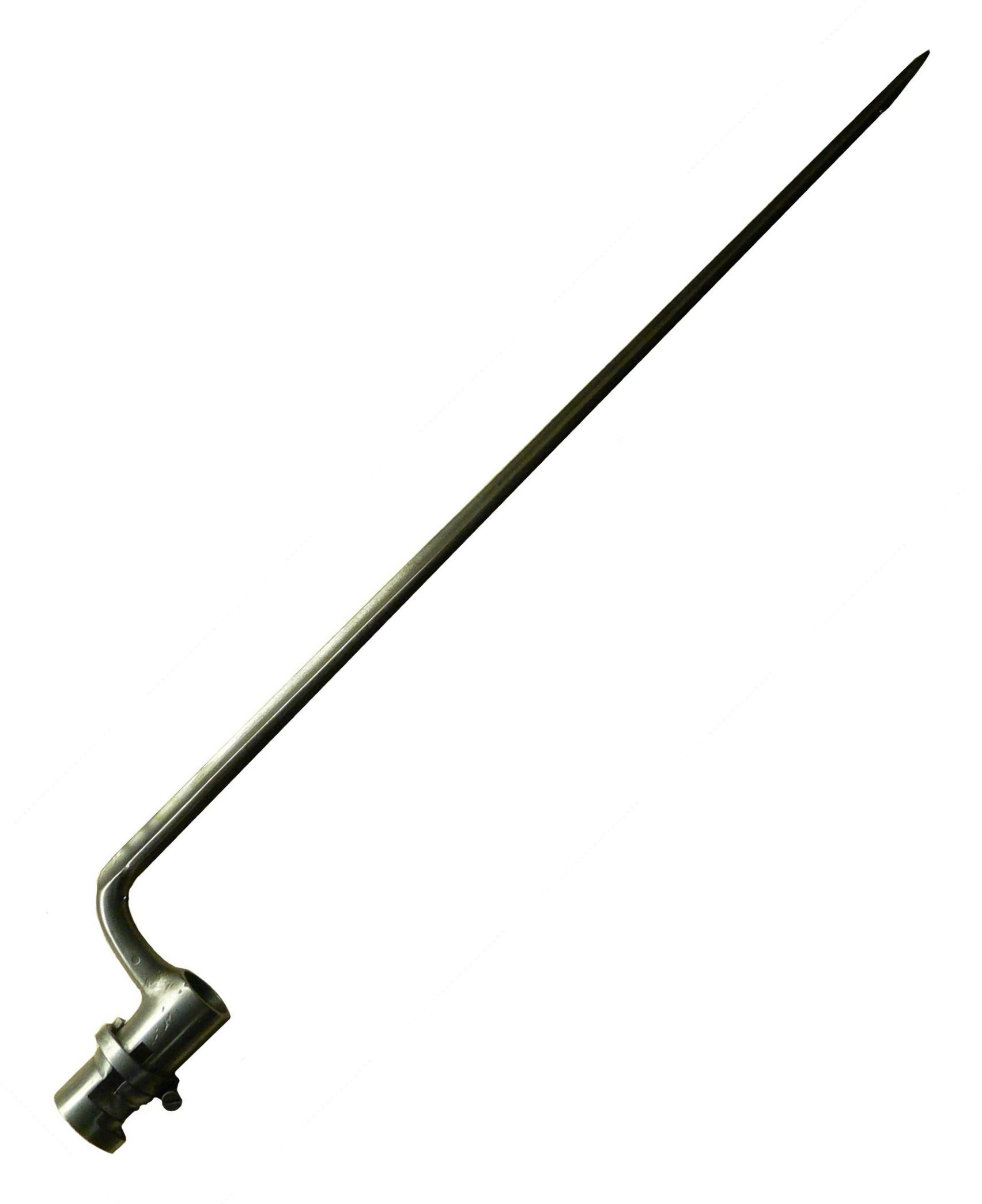
19世紀に使用された前装式銃用の銃剣。剣身はスパイク型である。
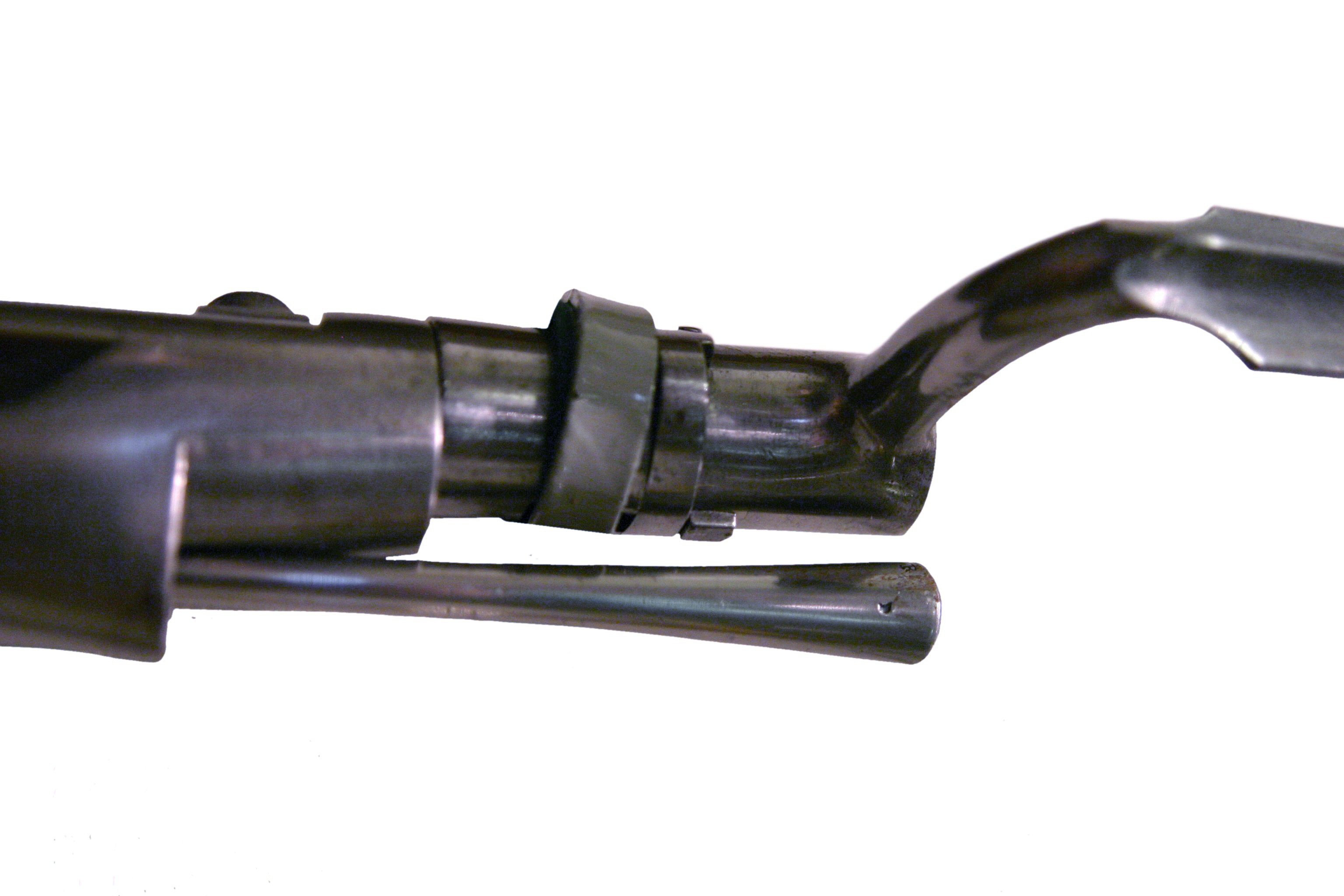
銃剣のソケット部を銃口部にかぶせて装着した状態。剣身は両刃の剣型である。
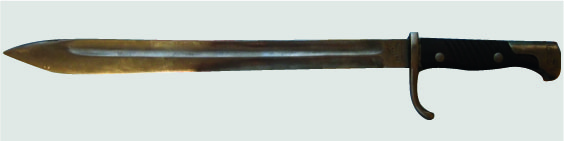
19世紀プロイセンの銃剣。片刃の剣型で、銃剣単独でも使えるように柄と鍔が設けられている。

### 衰退
歩兵の銃剣突撃や騎兵の槍突撃を主体とする戦法に変化をもたらしたのは、20世紀にはいって実用化された、機関銃を始めとする自動火器の発達である。大規模な白兵戦が行われれば銃剣は依然有効な武器であったものの、日露戦争では初めて重機関銃が登場し、敵陣地を攻撃する歩兵に重大な損害が生じるようになった。第一次世界大戦では機関銃と鉄条網により陣地防御力が飛躍的に増大し、適所に配置された機関銃一丁で歩兵1個大隊（数百人規模）の突撃を阻止できるとまで言われた。大戦初期に行われた敵陣地への騎兵や歩兵の横一線での突撃は損害が大きく戦果をあげることができず、銃剣突撃では敵陣地の突破がほとんど不可能であることが明らかになり、戦況は塹壕戦として膠着した。
機関銃がもたらした影響は、騎兵にとってより深刻だった。白兵突撃が困難になったことで、騎兵という兵種そのものが衰退し、それに対抗する槍としての銃剣の重要性も低下した。
第二次世界大戦では自動小銃が初登場するなど歩兵用の自動火器がさらに発達し、銃剣に頼らなくても近接戦闘を行えるようになりつつあった。ドイツ軍では生産簡略化のために自動小銃や簡易型の小銃から銃剣を廃止した。アメリカ軍のM1カービンは警備用・自衛用の軽小銃として採用されたため、当初は着剣装置を持っていなかったが、後に後付け式の着剣装置が追加されている。
第一次大戦のフランス歩兵連隊銃剣の長さは第二次大戦を境に短くなった。日本の三十年式銃剣、アメリカのM1905銃剣、イギリスのM1917銃剣など第二次大戦前に採用された銃剣は長さ40センチ強の刀身を持っていたが、戦時中には25センチ前後にまで短くなった。 これは、銃剣の長さが白兵戦での優劣にあまり影響しないことが判明したこと、騎兵の衰退により馬上の騎兵に届く槍としての長さが不要になったことが理由と言われている。
第二次大戦後はどんなに火力の貧弱な軍隊でも自動火器を装備するようになり、近接戦闘に使用される歩兵の装備はアサルトライフルに移ったため、攻撃戦術として銃剣突撃が行われる事は少なくなった。しかし、不意の遭遇戦など、歩兵が接近戦を行う機会は近現代戦にもある。近接戦でも拳銃の命中率は確実なものではなく、乱戦における流れ弾や跳弾や弾切れのリスクのない銃剣の需要はいまだ存在する。カービン銃からブルパップ型銃にいたるまで、現代でも多くの軍用小銃が着剣可能であり、銃剣は歩兵が持つべき最低限の武器であり続けている。

### 日本の銃剣の歴史

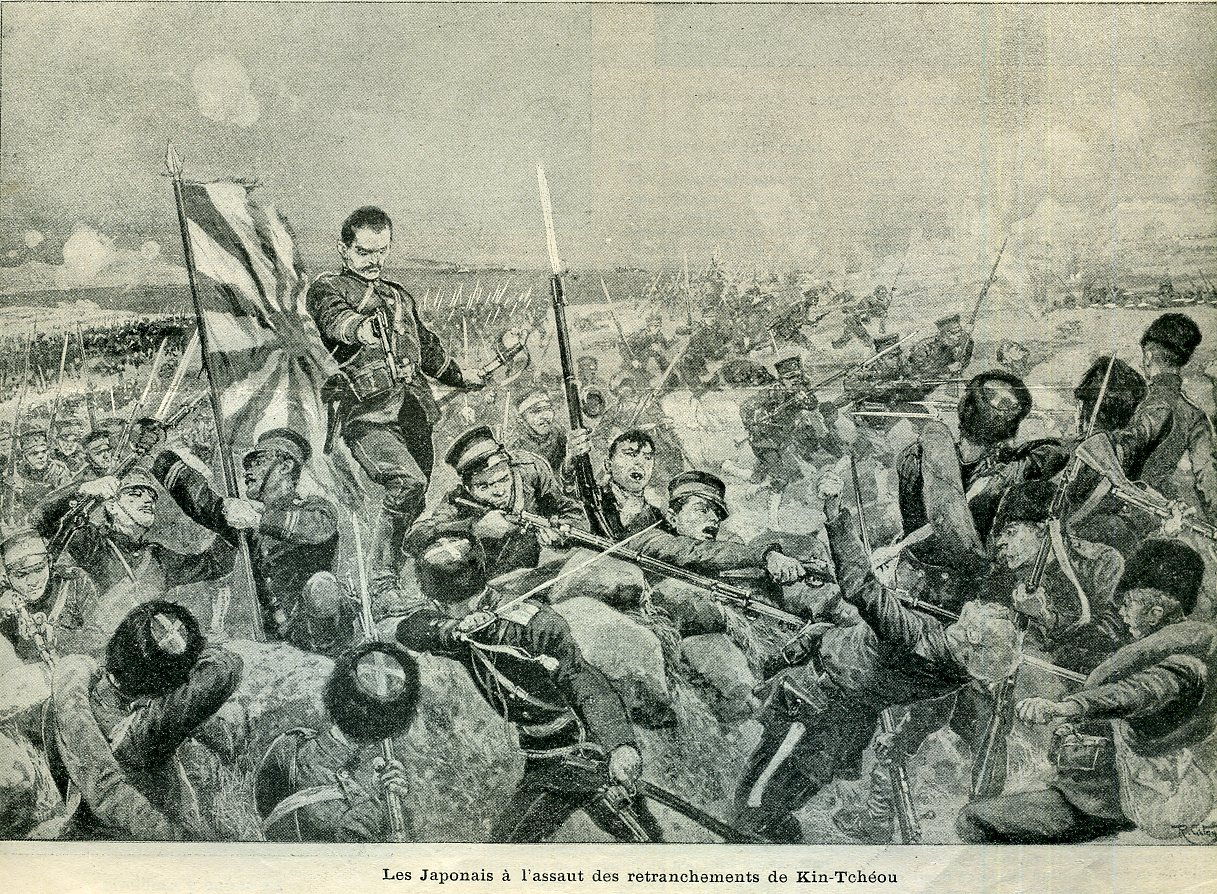
日露戦争での、日本陸軍とロシア帝国陸軍の白兵戦を描いたイラスト（1904年）。突撃してきた日本兵と陣地を守るロシア兵とが、銃剣を取り付けた小銃で交戦している

日本には天保年間、高島秋帆の「洋式調練」以来、幕末期に洋式銃と共に導入されたが、白兵戦にはそれまで使い慣れていた打刀を使う者が多かった。上野戦争時には乱戦で使われた記録がある。本格的に採用されたのは明治維新後である。
日本陸軍では、銃剣のみ配備された部隊があり、小銃の代わりに「戦場ニ於テ着剣銃ニ代用スベキ刺突用具」というサポート機材を作成使用していた。ただし、着剣し、白兵戦で刺突に使用した小銃は、その衝撃で照準器がずれることが多く、照星や照門の微調整をやり直す必要があった。
日露戦争-太平洋戦争期に使われた日本陸海軍の三十年式銃剣は平時には刃引きされており、出征の直前に刃を付けるように定められていた。刃が付けられるのは全長40cmあまりのうち先端から19cmの処までであったが、これは銃剣は突き刺すための槍として使う刃物であり、日本刀のように切り付けることを目的としていないためであった。同年代の諸外国でも突き刺すのみの銃剣、また長い刀身の前半のみ刃を付けられた銃剣も多い。刃付けにはグラインダー等の工具が用いられ、研削の痕が残る程度に荒砥ぎされた状態になるのが一般的である。しかし、当時の日本人の感覚としては、日本刀を念頭に刃物の鍔元まで刃があるのが普通であったため、各自がやすりで削ったり砥石で研いだりして規定外の範囲にわたって刃を付けた物が多く存在した。

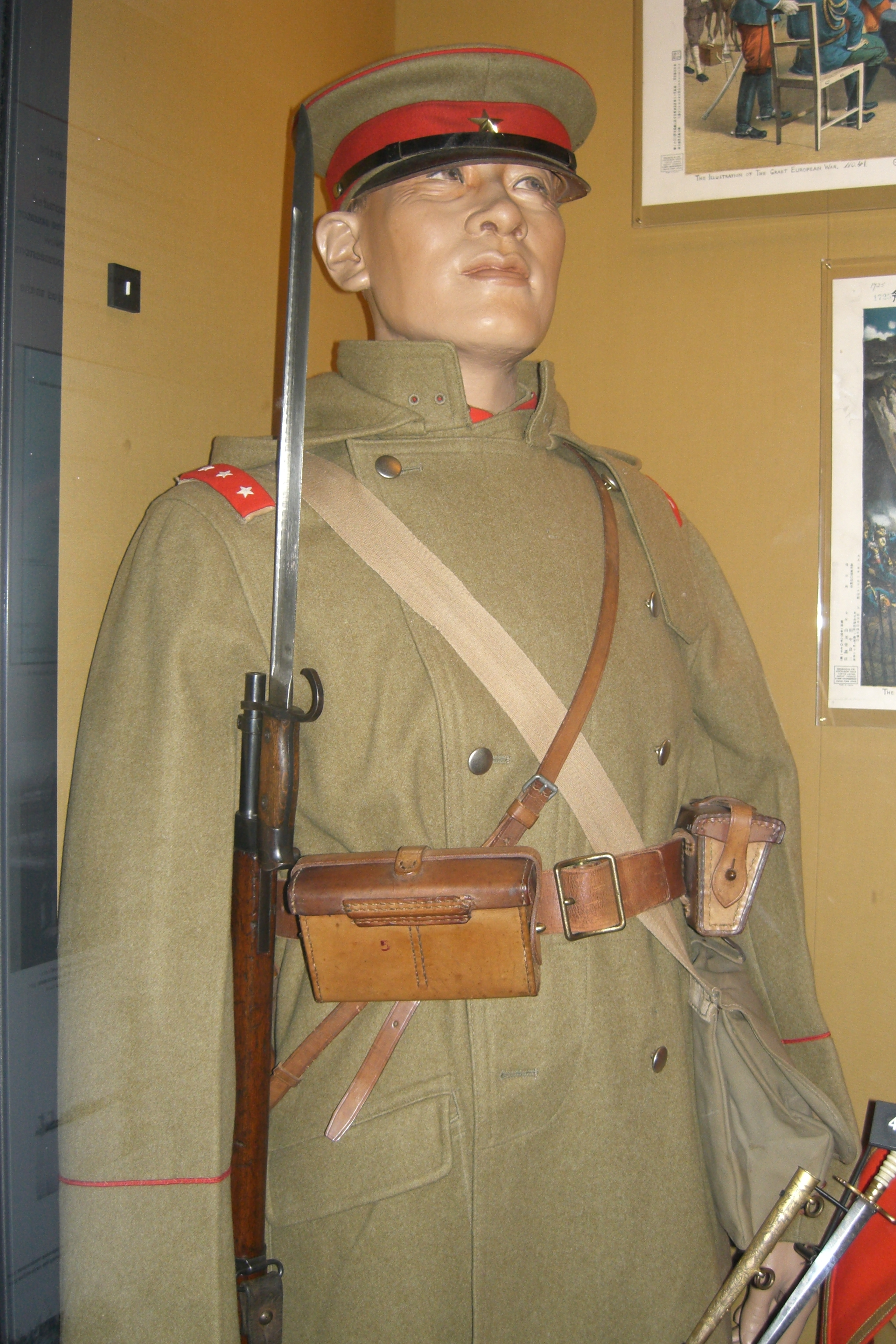
1910年代から20年代の歩兵。弾薬盒を装備し、三八式歩兵銃には三十年式銃剣を着剣している
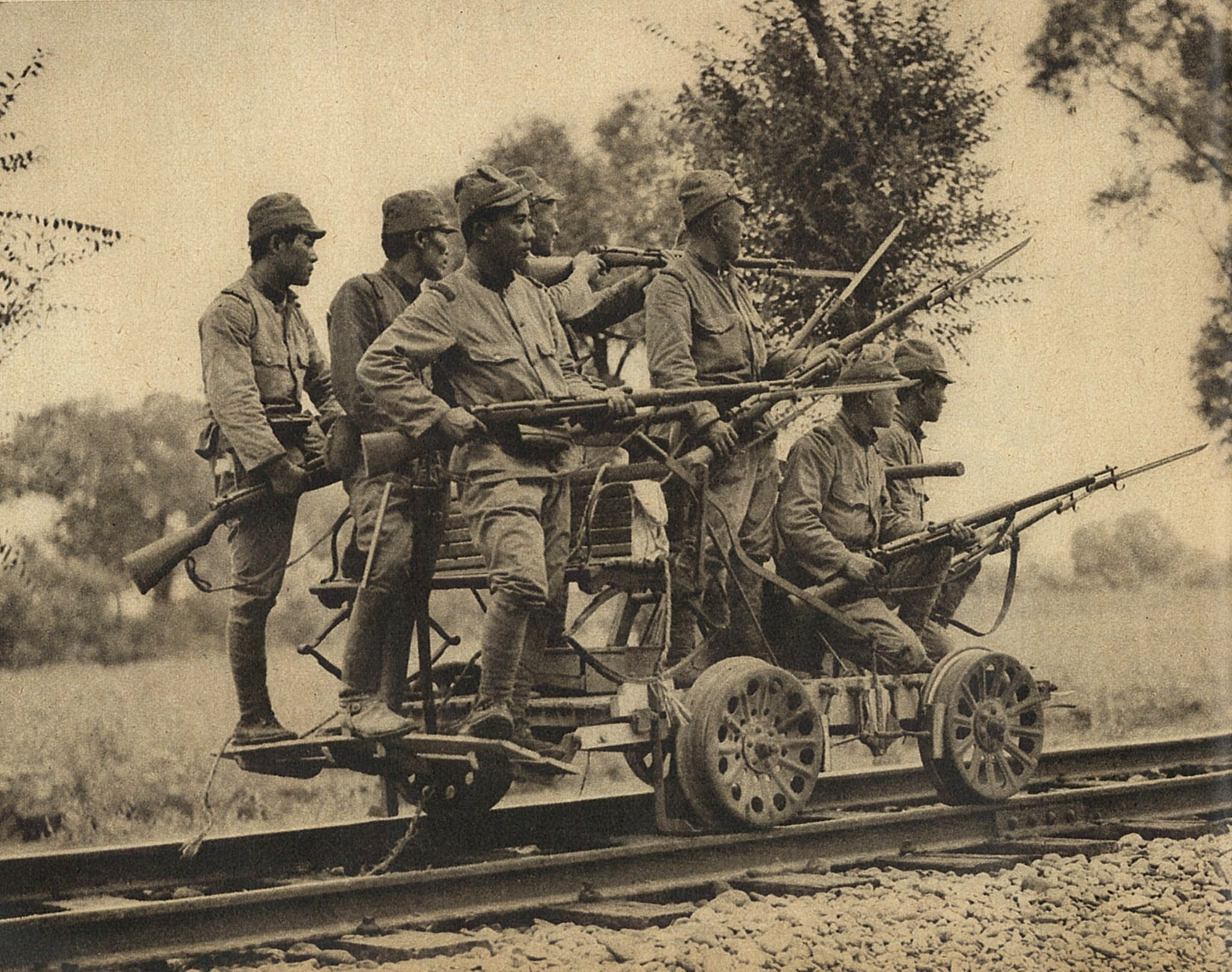
1937年（昭和12年）頃、日中戦争において三八式歩兵銃を装備した歩兵
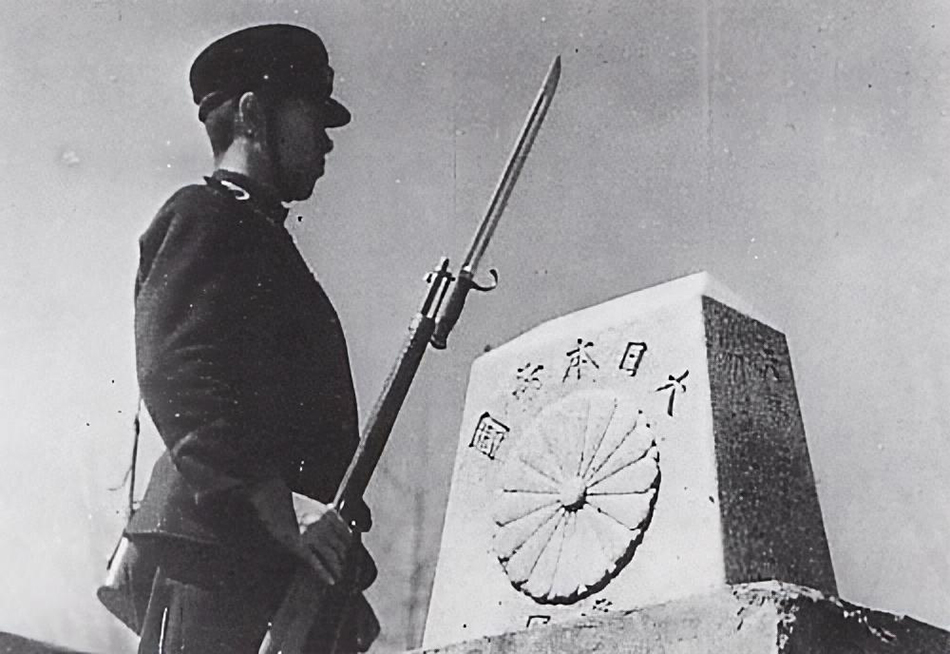
樺太の日ソ国境（50度線）を守備する国境警備隊（樺太庁警察部）で使用される着剣状態の三八式歩兵銃
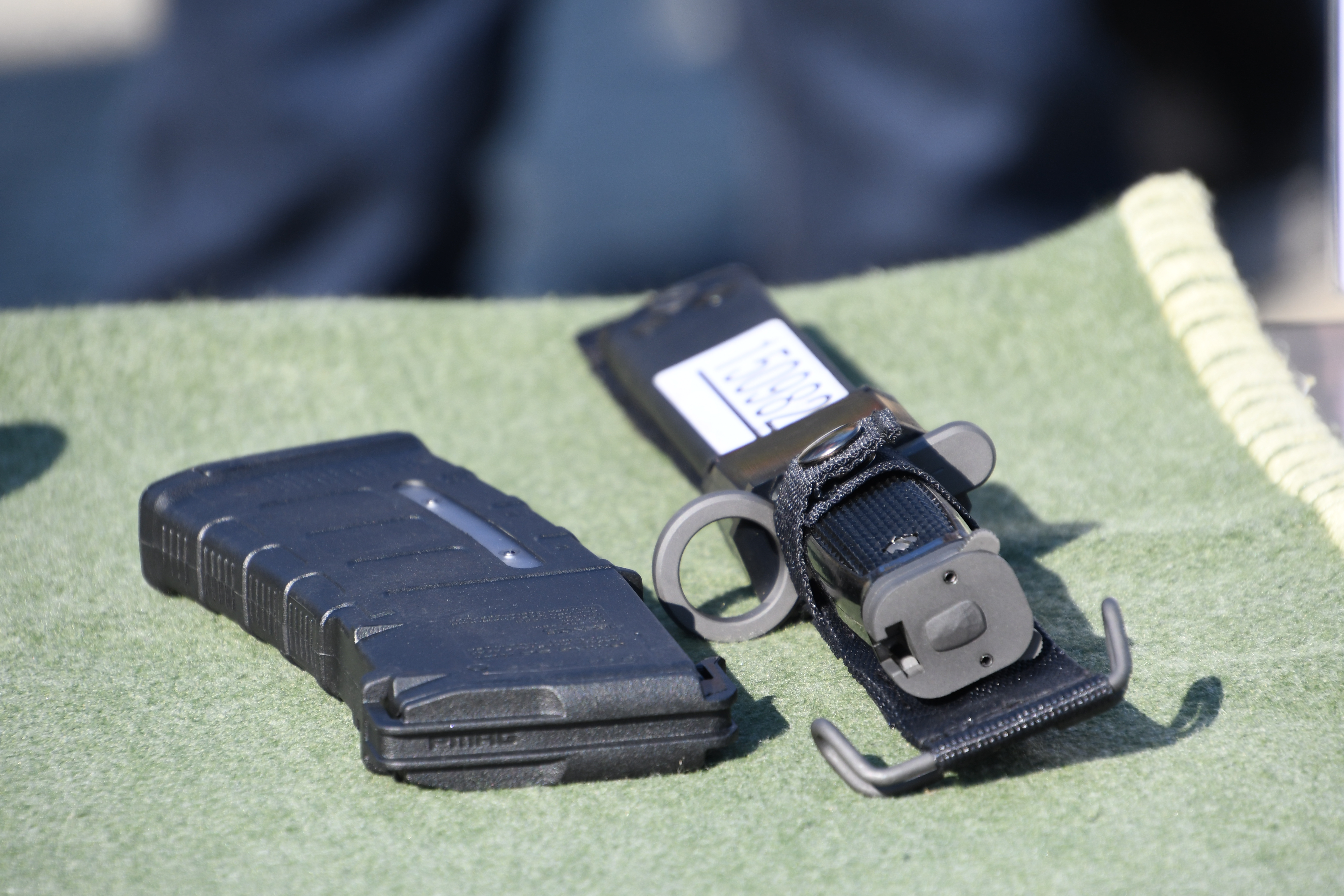
20式小銃の弾倉（左）と銃剣（右）

## 現代の銃剣

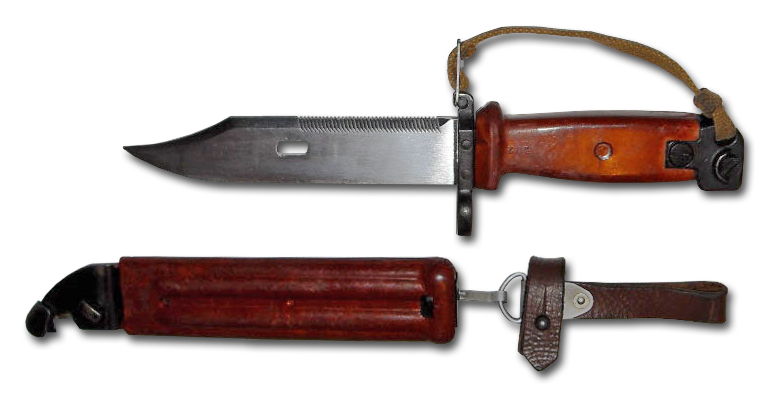
AKM用の銃剣とその鞘
銃剣側の穴に鞘側の突起を差し込んで組み合わせることで、ワイヤーカッターとして使用可能

軍隊では依然として銃剣の戦闘訓練が行われており、銃の故障や弾切れが起こった際でも戦闘能力を完全に喪失することからは免れるため、兵士の士気の支えとして銃剣は依然重要である。また、外見の威圧感は治安任務においても有用である。教育面では、新兵の基礎訓練の一環として、銃剣で古タイヤや藁人形・紙製の仮標などを繰り返し突かせることで、相手の顔が見える距離で人を攻撃して殺傷する行為への訓練を積むために用いられる。死んだふりをする敵兵をチェックするための道具としても使用される。
戦後のドイツ連邦軍では国民に対して威圧的な印象がある銃剣を制式配備せず、多目的ナイフ（カンプメッサーないしフェルトメッサー）のみで近接戦闘を行うものとしていた。儀仗用のKar98k小銃とG3アサルトライフル最新式のG36アサルトライフルには着剣装置があり、連邦軍からも銃剣自体の予算要求はされているがその配備はごく少数にとどまりほぼ配備されていない。
銃剣を装着したまま発砲すると、銃口のジャンピングが抑制されるため、弾道が低落する。しかし手から最も離れた銃口近くに重量物をとりつけるとモーメントが大きく、保持が難しくなるので、射撃精度を上げる目的で着剣することはない。保持、また、発射時に衝撃波が銃剣に反射して、銃弾に干渉するため、集弾密度が拡散する。また、発射薬に含まれる硫黄、硝酸などの酸化粒子が銃剣に付着し、発錆を促進する弊害もある。
現代の銃剣は剣形銃剣がほとんどである。塹壕を掘るためのスコップの代用とする想定は以前からなされていたが、AKシリーズの銃剣に見られるように、近年では銃剣の多機能化が進んでいる。M9A1 銃剣のように、コンバットナイフに着剣装置をつけたといったほうが妥当な製品も登場している。すなわち手持ちのナイフとしての性能が高く、なおかつ多くの機能を併せ持つ。鉄条網などを切断するワイヤーカッター、ドライバー、鋸などに使用でき、サバイバルナイフのように中空の鞘に雑具を収納できる。現代では、工具としての利用にも適したサイズのナイフを歩兵が携帯し、銃剣と兼用する運用がなされている。
日本の自衛隊は発砲が非常にまれなことから（海外活動においても、弾倉内に弾を入れておくことが禁止されている場合すらある）、カンボジアでのPKO活動の際に、隊員が64式小銃から弾倉を外しているのに気付いた政府軍兵士や現地人から「案山子」などと馬鹿にされる場合もあったといわれる（杉山隆男『兵士に聞け』など）。そのような場合でも、着剣した小銃の威嚇効果は大きく、現地の自衛官が「一番頼りになった道具は銃剣でした」と言った、というジョークも生んだ。
ロシア語で銃剣をштык（シュティク）と言うが、銃剣と共に「兵士」を指すこともあり、複数形штыки（シュティキ）が「兵士たち（軍隊）」を意味することがある。
イギリス軍においては、第二次世界大戦後に銃剣突撃が実施された事例が複数知られている。フォークランド紛争中、マウント・ロングドンの戦いにおいてはイギリス陸軍落下傘連隊第3大隊B中隊第3小隊所属のイアン・マッケイ軍曹が銃剣突撃を指揮し、マウント・タンブルダウンの戦いではスコッツガーズの兵士が銃弾を使い果たした末にアルゼンチン軍陣地に対する銃剣突撃を行った。2000年代に入ると、イギリスでも銃剣は軍の近代化の中で廃れていく装備と捉えられるようになったが、以後も何度かの銃剣突撃が行われている。2004年、イラクに展開していたイギリス陸軍アーガイル・アンド・サザーランド・ハイランダーズ連隊がマフディー軍による待ち伏せ攻撃を受けた際、同連隊は彼らを砲撃していたマフディー軍の迫撃砲陣地に銃剣突撃を敢行した。2009年にはアフガニスタンにてイギリス海兵隊第45コマンド部隊所属のブラッドリー・マローン伍長（Bradley Malone）が武装勢力に対する銃剣突撃を指揮した。2011年、アフガニスタンにて陸軍プリンセス・オブ・ウェールズ・ロイヤル連隊所属のショーン・ジョーンズ下級伍長（Sean Jones）は、パトロール中に武装勢力の待ち伏せを受け、銃剣突撃によってこれを撃退した。
アメリカ陸軍における大規模な銃剣突撃は、現在まで1951年にルイス・ミレット大尉が指揮したものが最後の事例とされている。1970年代初頭には当時の主力小銃M16に銃剣格闘に耐えうる強度が無いとされたことなどから一時銃剣格闘訓練が停止されたが、1980年代初頭にはフォート・ベニング基地に新たな銃剣訓練コースが建設され、戦闘の基礎としてだけではなく士気および体力を向上させる訓練の1つとして、訓練用模擬銃を使う銃剣訓練が再開された。その後、2010年に基礎戦闘教練（Basic Combat Training）の大規模な制度改革が行われ、この際に銃剣格闘の課程が廃止された。初等訓練副司令（Deputy Commanding General for Initial Military Training）として改革を主導したマーク・ハートリング将軍は、銃剣格闘課程の廃止に関して退役軍人からの反発があったことや、これらの訓練に精神的なメリットがあるとする主張に触れつつ、「銃剣格闘が重要であるならば、何故それを基礎教練でしか教えないのか」「戦時には優先して教えるべき事項が多数ある」と語った。ただし、新制度においても白兵戦訓練の一環として銃剣やナイフを用いた訓練が実施されているという。また、アメリカ海兵隊では全ての隊員を対象とした銃剣格闘訓練が続けられている。すなわち民間人を兵士として作り上げる為、銃剣で古タイヤなどを繰り返し突かせることで目の前に敵がいたら本能的に攻撃するように鍛え込む目的で、特に新兵訓練で重要視されている)。

訓練としてはパジルスティックを使うスポーツ型、木銃を使う銃剣道などの武道型がある。実物の剣付き銃を使う場合、単独または組手方式による型稽古のほか、紙・布で作られた仮標や、古タイヤや人形を実際に突く方法がある。

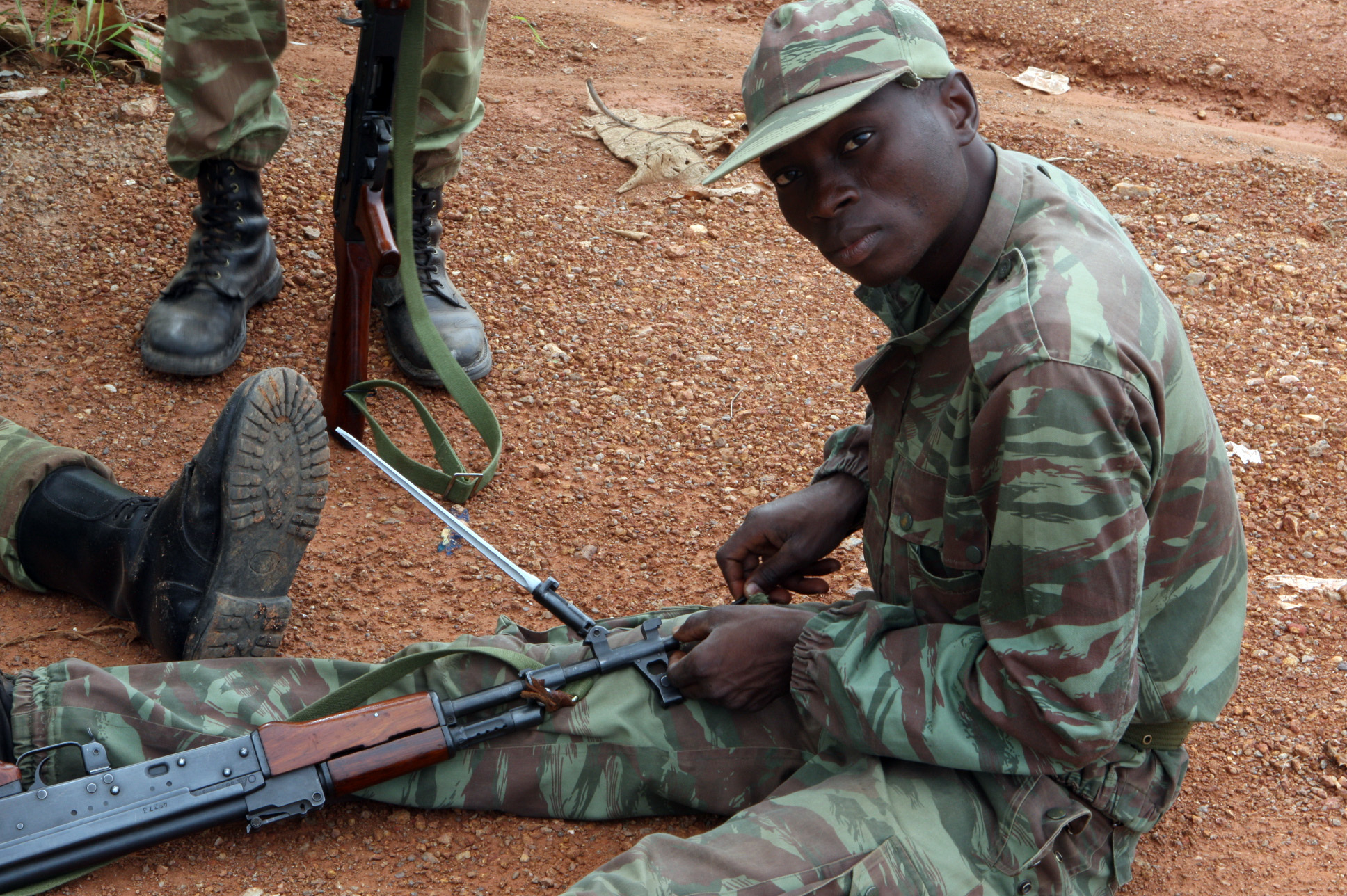
折りたたみ式のスパイク形状銃剣を備えた56式自動歩槍を持つベナン陸軍兵士
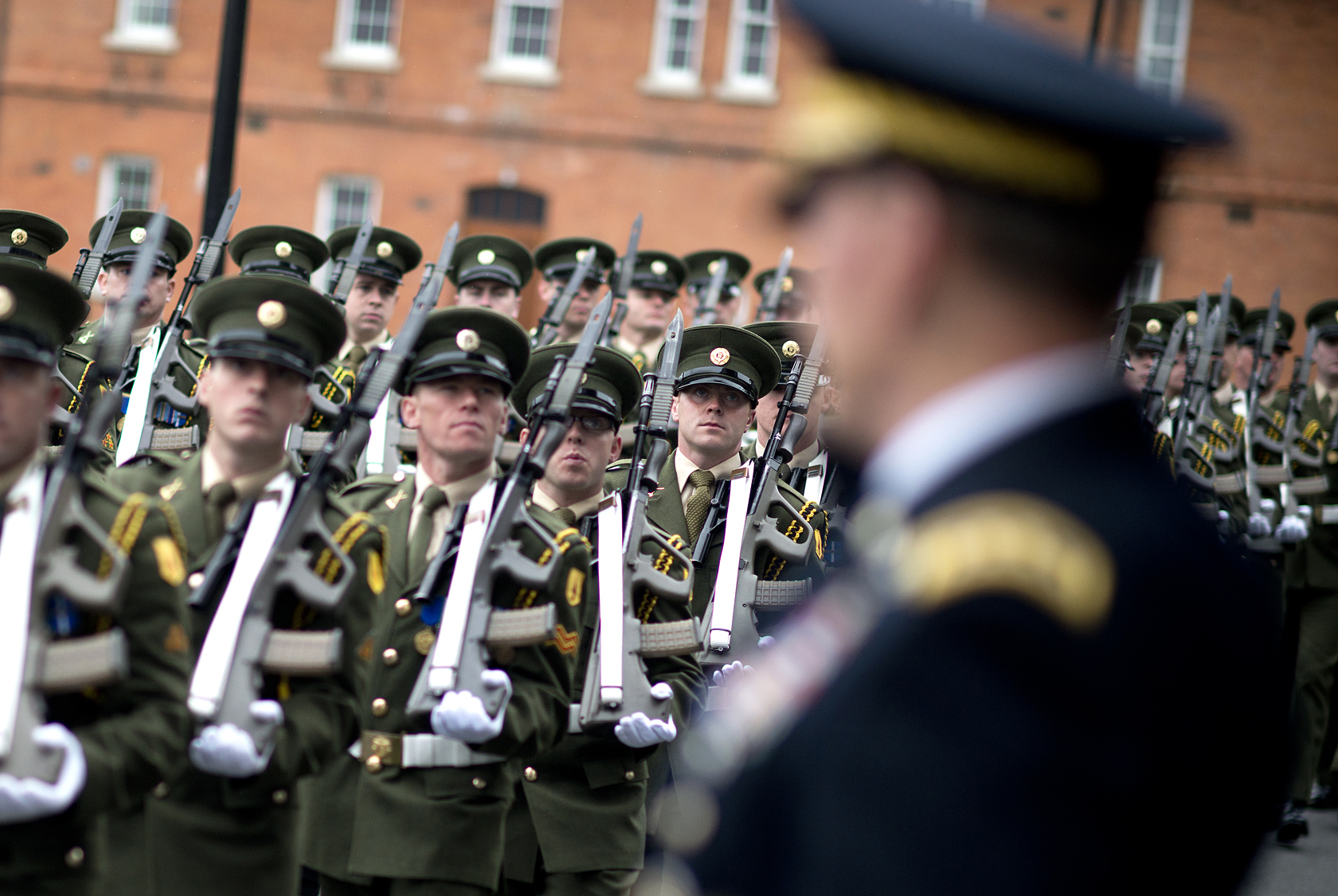
銃剣を取り付けたステアーAUGを持って行進するアイルランド軍
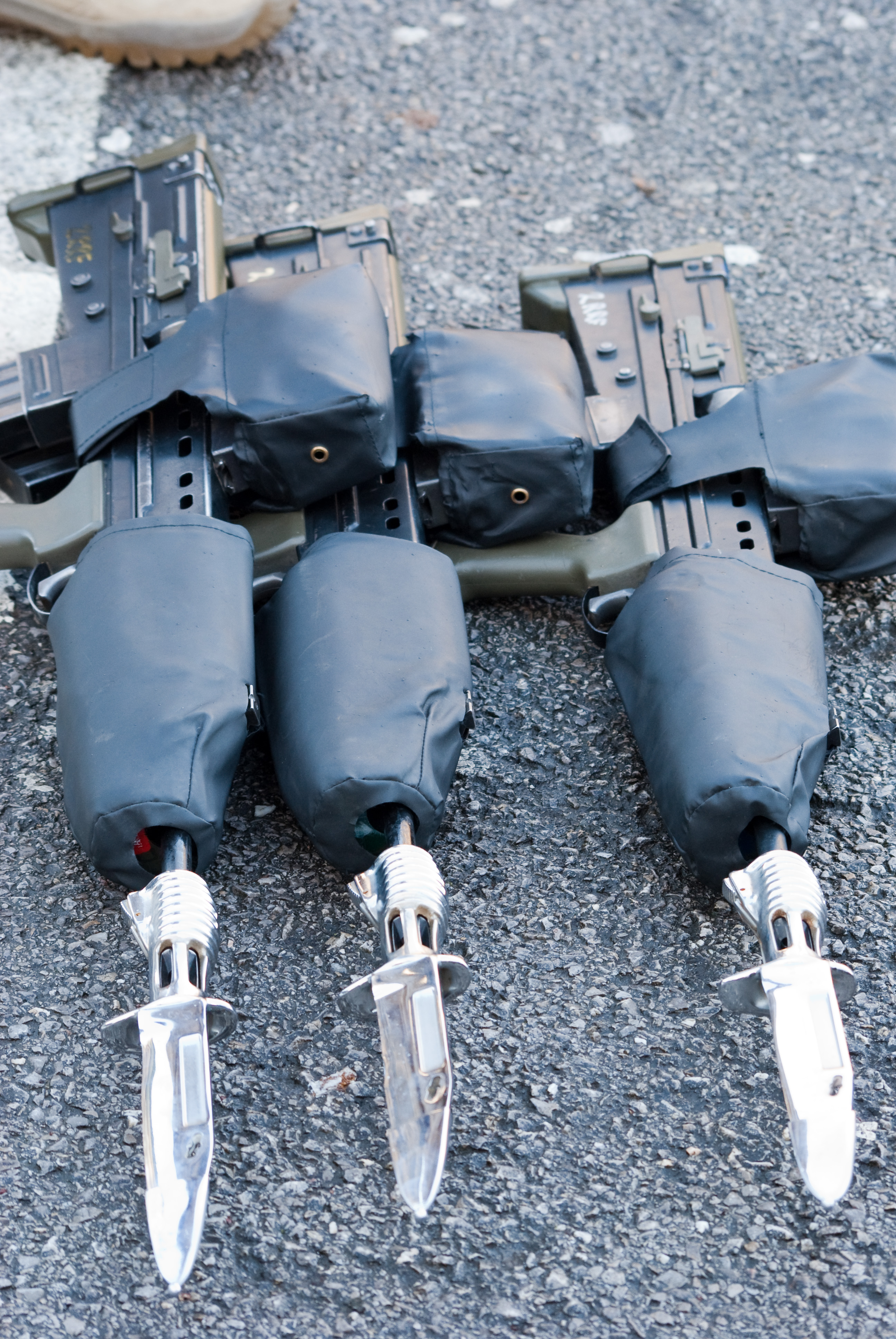
銃剣状態のL85（儀仗用のため銃にカバーが掛けられ、銃剣は銀色メッキの特注品である）
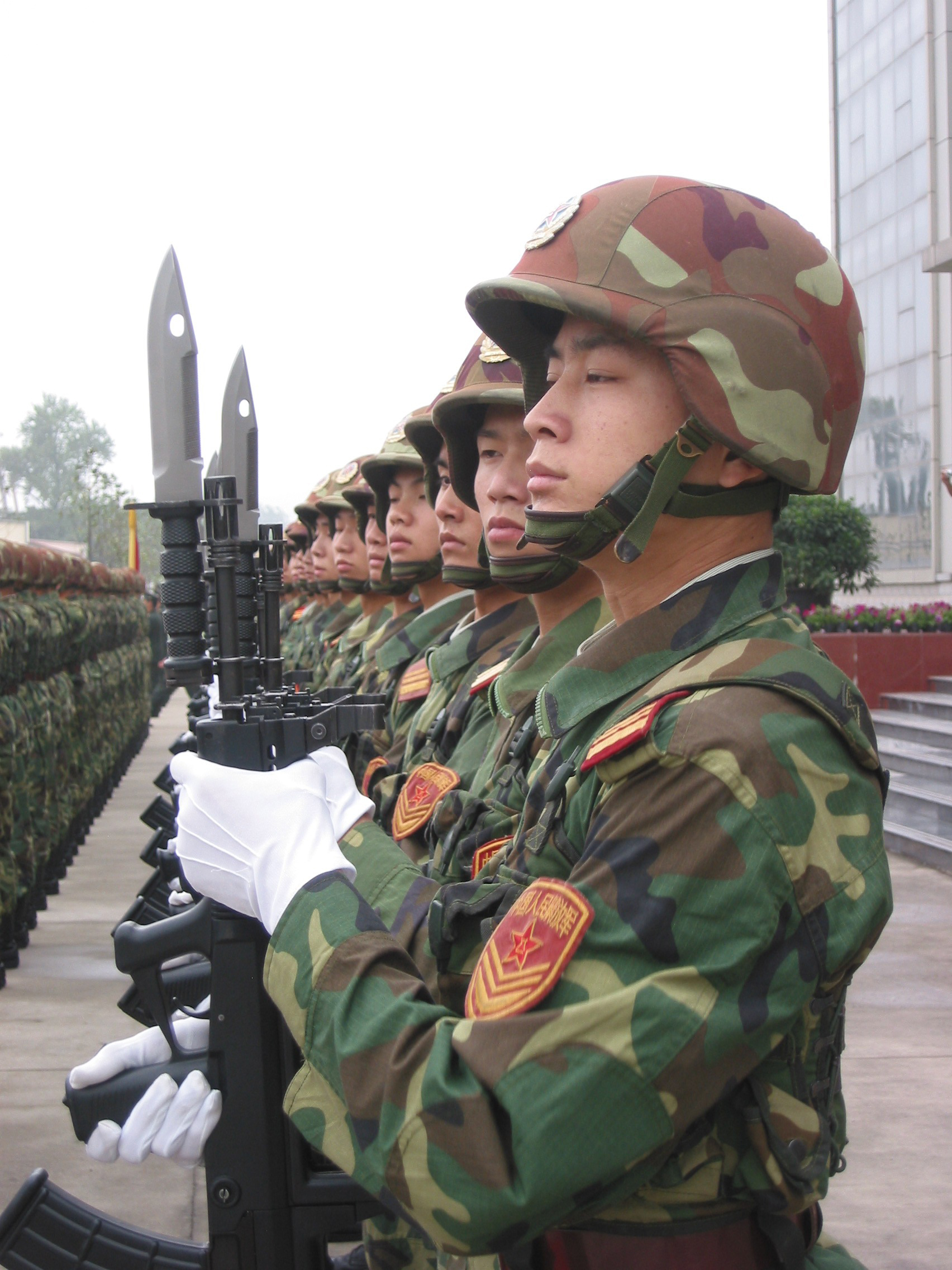
95式自動歩槍による着剣捧げ銃の敬礼（中国人民解放軍）
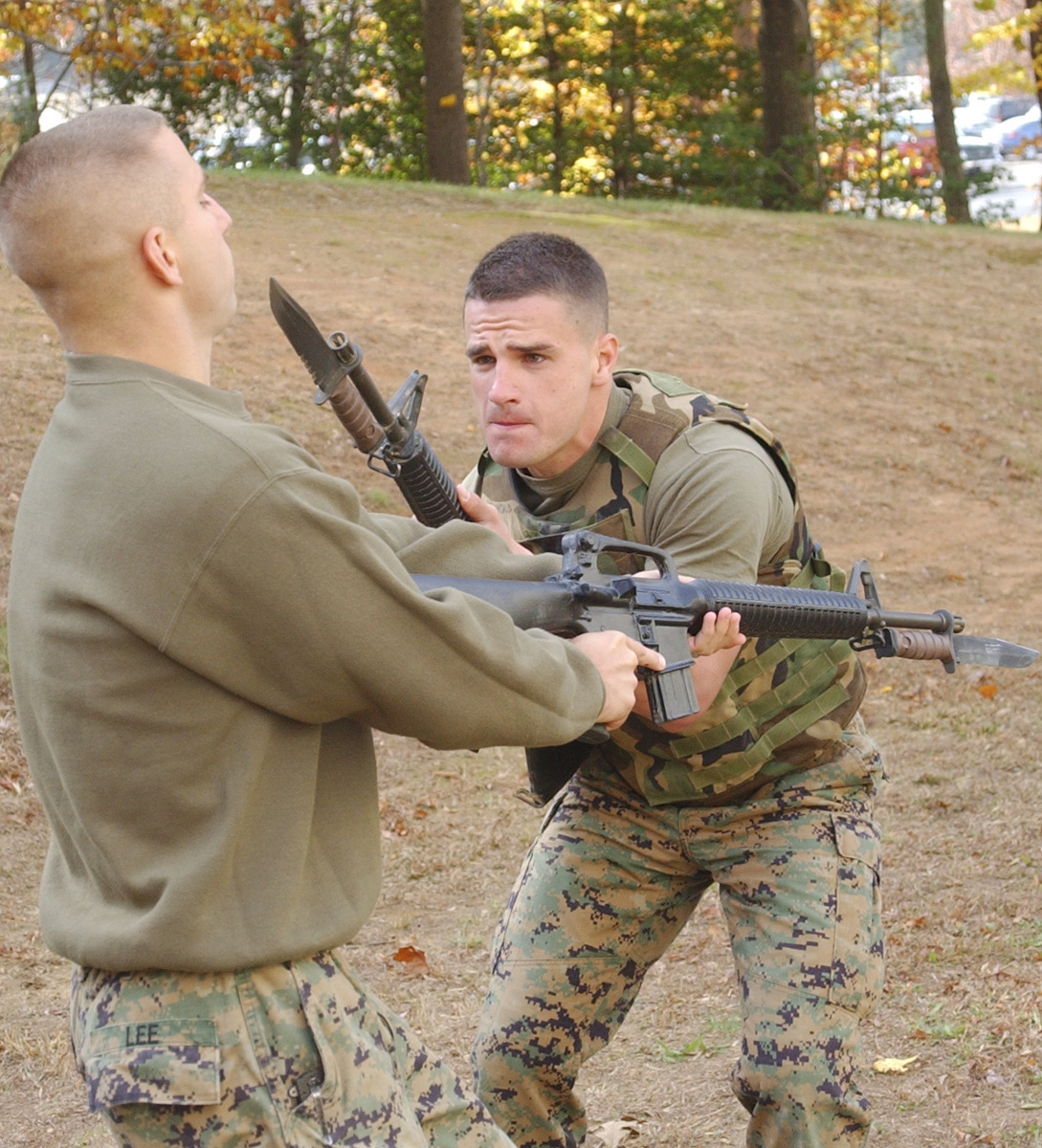
銃剣を用いた格闘訓練を行うアメリカ海兵隊。銃剣を模擬銃に取り付けている
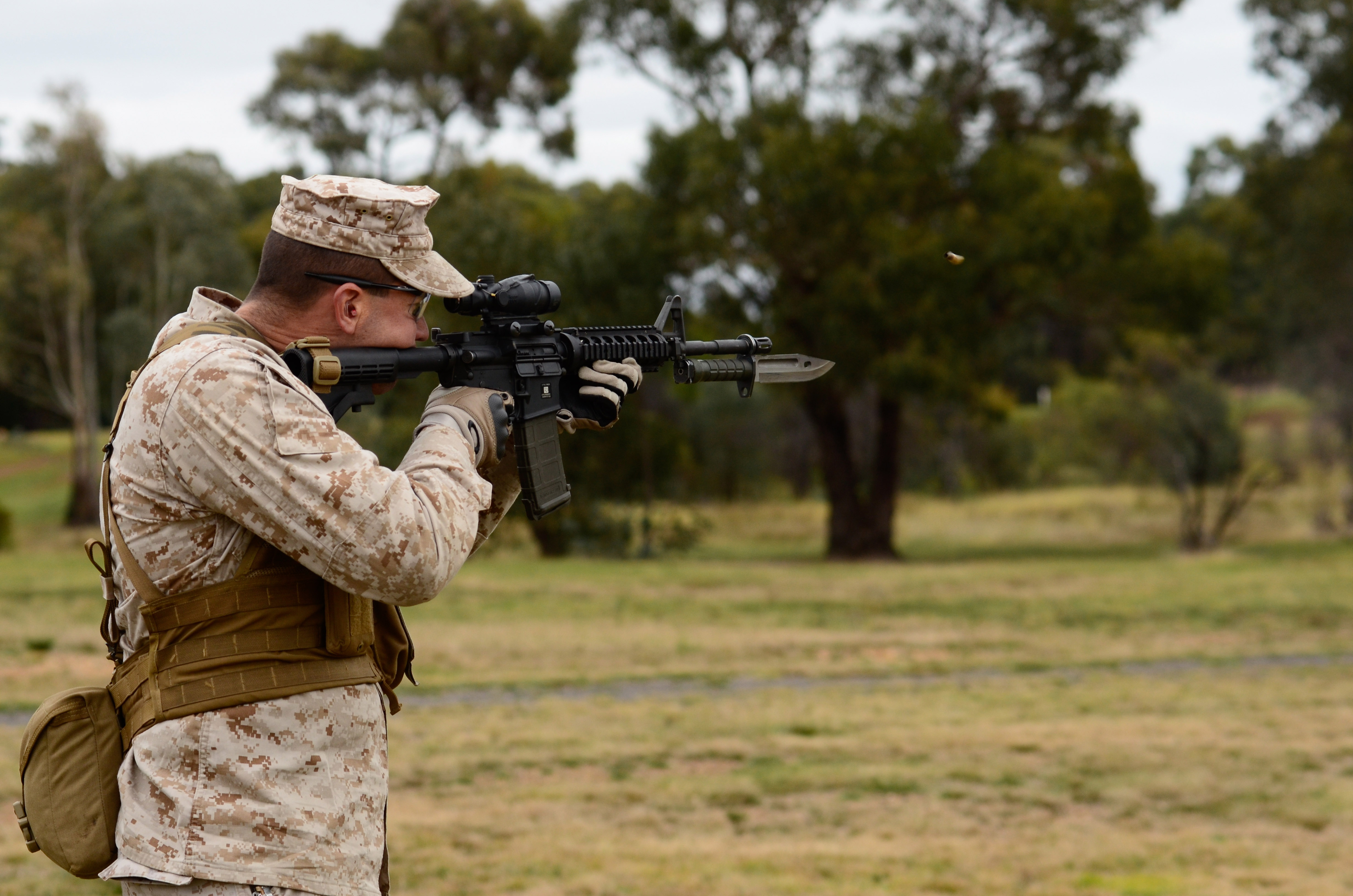
M9銃剣を装着したM4カービンによる射撃訓練
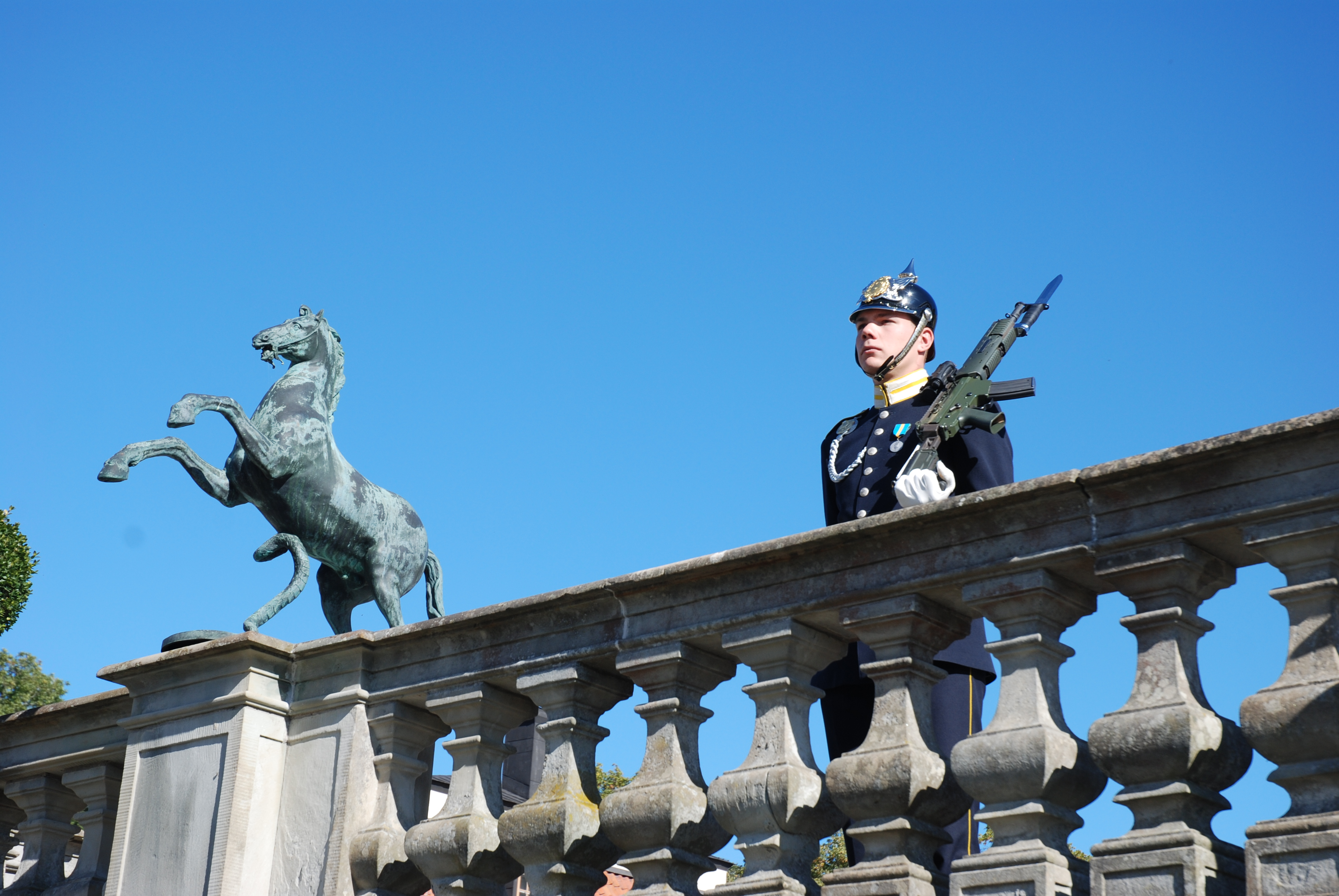
スウェーデン近衛歩兵が装備する着剣状態のAk 5小銃
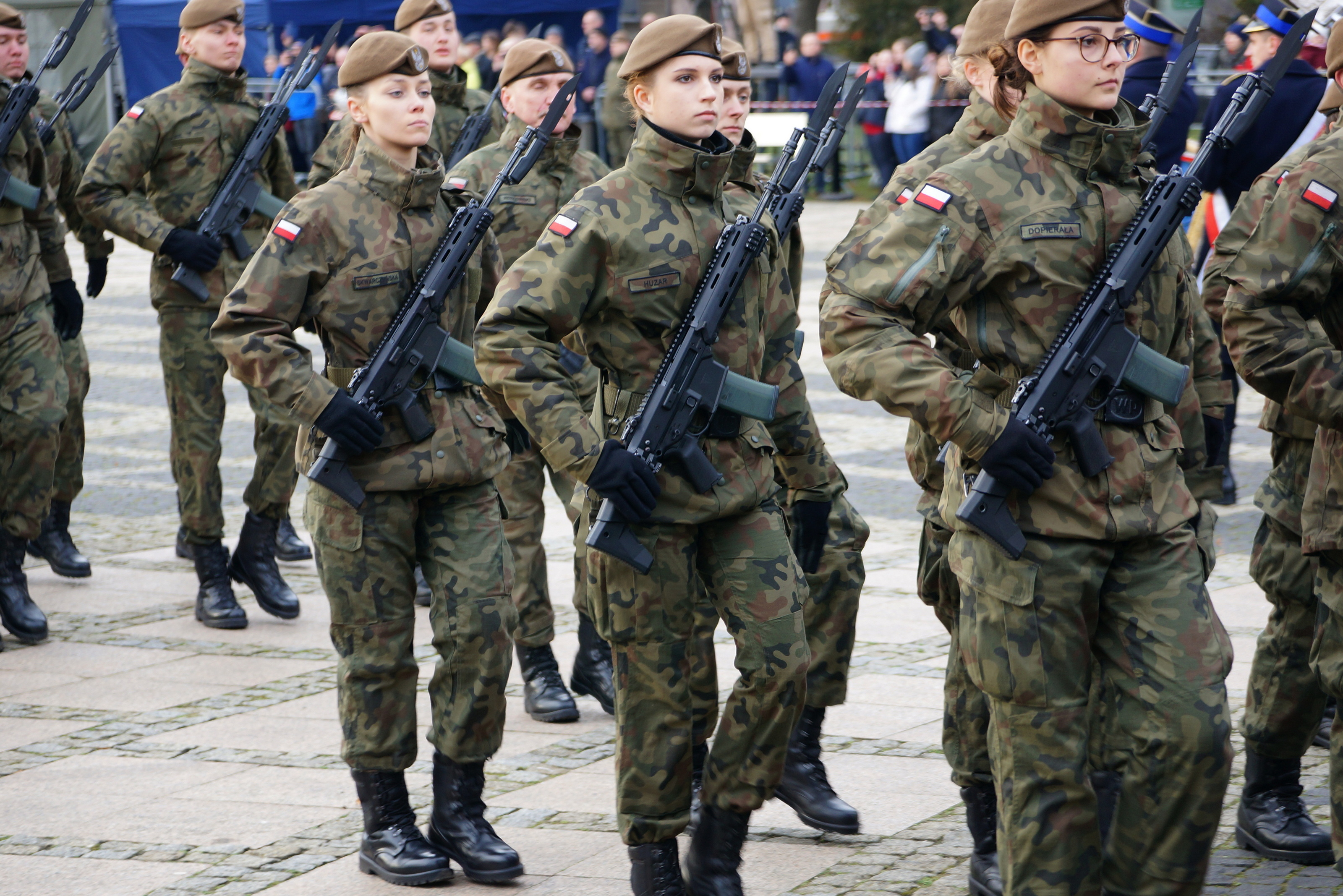
MSBS小銃と銃剣（ポーランド領土防衛隊）

## 法規制
日本では基本的に銃剣の民間への輸入や製造が認められていない。
銃剣は武器等製造法により法規制の対象となっており、経済産業大臣の許可なく製造することはできない。外国製銃剣の輸入もまた、禁止されている。武器等製造法では販売流通が規制されているが、その一方で個人の単純所持自体には言及している条文は見当たらない。刀剣類の単純所持は銃刀法で規制されている。
アメリカ軍のM9のように近年の銃剣は昔の物と違って刺突目的以外に道具としての役割を求めたために諸刃でない普通のサバイバルナイフ状の形態の物が多い。改正前の銃刀法では刃渡り15cm以下は刀剣類とみなされなかったためにこのモデルを日本向けに刃渡りを縮小したり、刃渡りはそのままで着剣装置を排し普通のサバイバルナイフとして販売されていた。

## スポーツとしての銃剣
日本では、大日本帝国陸軍の銃剣術を元に、太平洋戦争後に武道としてスポーツ競技化した銃剣道（じゅうけんどう）があり、全日本銃剣道連盟が統括している。剣道で使用されるそれに似た防具と、肩と呼ばれる心臓部（左肩から胸部分を守る）防具をつけた者同士が、蒲英（たんぽ。ゴム製のクッション）を先端に付けた木銃を用いて、一対一で突き、当てる競技である。現在の自衛隊の銃剣訓練には、この銃剣道と、戦後に制定された自衛隊銃剣格闘が併用されている。後者は棒術に近く、銃剣道の様な銃剣による刺突攻撃だけでなく、斬撃（槍のように振り下ろして斬りつける）や小銃の銃床を利用した殴打（叩く）の他、弾倉による打撃攻撃が一般的に加わった物を指す。
また、銃剣そのものを振るって斬り・刺し合う短剣道という競技もあり、銃剣道と一体の武道として全日本銃剣道連盟が統括している。

## 備考
- イギリス軍のL85やフランス軍のFA-MASのようなブルパップ方式の小銃は通常型の小銃と比べてコンパクトな反面、長さの面で着剣戦闘力に難があるとよく言われるが、イギリス軍が湾岸戦争・対テロ戦争・イラク戦争、フランス軍はボスニア内戦中のサラエボでそれぞれ銃剣突撃を敢行して、AK小銃で武装した相手に勝利している。戦後、実施された銃剣突撃は米軍1回、英軍5回、フランス軍1回の7回が確認されており、この内5回がブルパップ式小銃による突撃である。また、銃剣の柄をソケット状にし銃口にはめ込むなどして長さを稼ぐ工夫がされているという主張もあるが、FA-MASは銃身の上に着ける一般的な銃剣と同じ方式であり、着剣しても全体の長さに大差は無い。
- エアガンやガスガンの中で、一部の長物小銃には銃剣が付属していることがある。本物志向から、極力実物の形状を模して作られているが、木製であったり、ゴム製であったりなど、人を傷つけることないように作られている。それらを使うことを想定して、サバイバルゲームでは俗に言うナイフタッチルールもある。
- 稀なケースだが、拳銃に銃剣を装着した例としては「Cz75 SP-01」にアクセサリーとして取り付けられるものがある。アパッチ・リボルバーには、簡素な折りたたみ式ダガーが組み込まれている。
- アメリカ軍では、前述のように陸軍で新兵向けの銃剣格闘訓練が廃止（海兵隊では存続）されるなど、銃剣の兵器としての重要性は低下する傾向にあるが、2012年の大統領選挙では、候補者の発言をきっかけに銃剣の存在が一躍大きな注目を浴びるという現象が見られた。これは、共和党の候補者だったミット・ロムニー前マサチューセッツ州知事の「海軍の戦闘艦艇の現有数が、1916年以降で最小の285隻に落ち込んでいる」との批判に対して[15]、当時の大統領であった民主党のバラク・オバマが反論として「あなたは海軍について触れられたが、たしかに海軍は1916年よりも戦闘艦艇の保有数を減らしています。しかし知事、我々は軍馬や銃剣の保有数だって減らしていますが、それは軍の性質の変化に因るものですよ。我々は、航空機が着艦可能な空母というものを保有しています。水中を進むことのできる原子力潜水艦だって保有しています[16]。」と反論したことがきっかけである[15][17][18][19][20][21][22][23]。これは、ロムニー陣営が国防・安全保障政策の一環として掲げた艦艇数増強を伴う海軍拡張策を、「艦艇数にとらわれ、艦船能力の向上・多様化や安全保障環境の性質の変化に対応できていない時代錯誤な政策」と批判・揶揄する趣旨の発言であったが[15][17][18][19][20][21][22][23]、Twitterなどのソーシャル・メディアで「軍馬と銃剣 (horses and bayonets)」というフレーズが多くのユーザーに取り上げられ話題となったほか[19][21][23]、大手メディアも銃剣について特集を組むなど[22][23][24]、思わぬ反響を呼んだ。大手メディアの中には、この「軍馬と銃剣」発言により「オバマ陣営が（2012年の大統領選挙で大きな役割を担った）Twitterでの戦争を制した」と評する向きも見られた[24]。

## 関連人物
- ロバート・コール - アメリカ陸軍の将校。第二次世界大戦において銃剣突撃を指揮し、名誉勲章を受章した。
- ルイス・ミレット - アメリカ陸軍の将校。朝鮮戦争において、アメリカ陸軍史上最後のものとされる大規模な銃剣突撃を指揮し、名誉勲章を受章した。
- 白石安男 - 武道家。スポーツ医学研究者。銃剣道の教本などを執筆している。